# Hamdallaye
Hamdallaye este o comună rurală din departamentul Kollo, regiunea Tillabéri, Niger, cu o populație de 40.110 locuitori (2001).